# Королевский музей танков
Королевский музей танков (араб. متحف الدبابات الملكي‎, DMG Matḥaf al-Dabbabt al-Malakī) - военный музей, расположенный в столице Иордании Амман. Это первый в своём роде в арабском мире и один из крупнейших исторических танковых музеев в мире. Указ о его создании был принят в 2007 году Королём Иордании Абдаллой Вторым. Открытие музея сотаялось 29 января 2018 года..
Здание занимает площадь около 20 000 квадратных метров, что делает его крупнейшим музеем в Иордании.  Он включает в себя около 110 иорданских, арабских и иностранных танков и бронемашин, представленных в хронологическом порядке, большая часть которых американского, британского, советского и немецкого производства, а также зал, посвященный местной военной промышленности. Музей включает в себя оригинальные, отреставрированные и редкие коллекции, показывающие историю развития этих военных машин с 1915 года, спроектированные иорданским архитектором Зейдом Даудом.
Большая часть музея посвящена военному наследию Иордании, демонстрируя военные транспортные средства, используемые в Иордании и регионе. Эти экспонаты показывают влияние, которое войны оказали на преобразования в истории Иордании, предоставляя образовательный и интерактивный опыт для посетителей с помощью визуальных и звуковых методов.  В дополнение к постоянным и стационарным выставкам, музей предоставляет программу танковых и бронированных экспозиций под открытым небом, а площадь музея с окружающими площадями составляет 100 000 квадратных метров. 
Строительство и оснащение музея заняло около десяти лет и имеет попечительский совет, в состав которого входит ряд органов, в том числе муниципалитет Большого Аммана, Центр дизайна и развития короля Абдаллы II, Королевские Силы Специальных Операций и Королевский автомобильный музей. 